# Querellas do Brasil
"Querellas do Brasil", também conhecida como "Querelas do Brasil", é uma canção composta por Maurício Tapajós e Aldir Blanc e primeiramente interpretada por Elis Regina no álbum Transversal do Tempo, gravado ao vivo no Teatro Ginástico, no Rio de Janeiro em abril de 1978.

## Informação
A canção, cujo título faz uma clara referência à canção "Aquarela do Brasil", a mais conhecida de Ary Barroso, denuncia que a elite econômica brasileira estaria suprimindo a cultura popular do país com sua cultura amplamente americanizada, o que pode ser percebido na letra por versos como "o Brazil não conhece o Brasil" e "o Brazil tá matando o Brasil". Logo após constatado este fato, com o intuito de valorizar a cultura nacional, inúmeras palavras de origem claramente brasileira são pronunciadas.
A palavra "querella" vem do latim e, de acordo com o Dicionário Aurélio, pode significar tanto "lamento" quanto "queixa". A canção, portanto, pode ser tanto um lamento quanto uma queixa da situação que descreve. Por pedir um "S.O.S. ao Brasil" em seu final, entretanto, está mais para um lamento, comprovando a tese de que a substituição do Brasil pelo "Brazil" será inevitável.

## Regravações
"Querellas do Brasil" ganhou uma versão na voz de seus autores em 1984, quando foi incluída no disco Aldir Blanc & Maurício Tapajós. A canção foi regravada por Joyce em 1998, no álbum Astronauta, e no ano seguinte pelo Quarteto em Cy no álbum Millennium: Quarteto Em Cy & MPB-4.